# Schizosmittina bicornis
Schizosmittina bicornis är en mossdjursart som beskrevs av Gordon 1989. Schizosmittina bicornis ingår i släktet Schizosmittina och familjen Bitectiporidae. Inga underarter finns listade i Catalogue of Life.